# Basket Academy
Pour les articles homonymes, voir Rebound.
Pour plus de détails, voir Fiche technique et Distribution.
Basket Academy ou Rebond au Québec (Rebound) est un film américain réalisé par Steve Carr, sorti en 2005.

## Synopsis
Roy McCormick est un entraîneur de basket qui ne manque ni de talent ni de ressort. Mais un jour, emporté par son comportement instable et impulsif, il commet une faute technique et est licencié: il est incontrôlable. Pour gagner sa vie et ne pas rester au bord du terrain, il est obligé de prendre en charge une équipe de collégiens qui savent à peine faire rebondir une balle… Avec eux les terrains ressemblent à des champs de bataille, mais Roy a plus d'un tour dans son sac.

## Fiche technique
- Titre : Basket Academy
- Titre original : Rebound
- Titre québécois : Rebond
- Réalisation : Steve Carr
- Scénario : William Wolff, Ed Decter, John J. Strauss (en), Jon Lucas et Scott Moore (en)
- Production : Robert Simonds, Paul Deason, Martin Lawrence, Heidi Santelli et Tracey Trench (en)
- Musique : Teddy Castellucci et William Goodrum
- Photographie : Glen MacPherson (en)
- Montage : Craig Herring
- Décors : Jaymes Hinkle
- Costumes : Salvador Pérez Jr.
- Pays d'origine : États-Unis
- Format : Couleurs - 1,85:1 - DTS / Dolby Digital - 35 mm
- Genre : Comédie
- Durée : 86 minutes
- Dates de sortie : 1er juillet 2005 (États-Unis), 4 janvier 2006 (France)

## Distribution
Source et Légende doublage : VF = Version Française et VQ = Version Québécoise
- Martin Lawrence (VF : Lucien Jean-Baptiste ; VQ : Pierre Auger) : Roy McCormick / Don le pasteur
- Wendy Raquel Robinson (en) (VF : Annie Milon ; VQ : Marie-Lyse Laberge-Forest) : Jeanie Ellis
- Breckin Meyer (VF : Alexis Victor ; VQ : Louis-Philippe Dandenault) : Tim Fink
- Horatio Sanz (en) (VF : Patrick Gosselin ; VQ : Stéphane Rivard) : Mr Newirth
- Oren Williams (en) (VF : Louis Lecordier ; VQ : Laurent-Christophe de Ruelle) : Keith Ellis
- Patrick Warburton (VF : Thierry Buisson ; VQ : Benoît Rousseau) : Larry Burgess
- Megan Mullally (VF : Caroline Jacquin ; VQ : Élise Bertrand) : le proviseur Walsh
- Eddy Martin (en) (VF : Cyril Camus ; VQ : Sébastien Reding) : One Love
- Steven Christopher Parker (en) (VF : Victor Jourdan ; VQ : Émile Mailhiot) : Wes
- Steven Anthony Lawrence (VF : Pierre-Augustin Crenn ; VQ : François-Nicolas Dolan) : Ralph
- Logan McElroy (VF : Alexandre Bouche) : Fuzzy
- Gus Hoffman (en) (VF : Victor Jourdan ; VQ : Nicolas Bacon) : Goggles
- Tara Correa-McMullen (en) (VF : Lucile Boulanger ; VQ : Catherine Trudeau) : Big Mac
- Amy Bruckner (VF : Adeline Chetail ; VQ : Sophie Cadieux) : Annie
- Alia Shawkat (VF : Bénédicte Bosc ; VQ : Claudia-Laurie Corbeil) : Amy

## Autour du film
- Les comédies sportives sont très prisées, aux États-Unis. Parmi celles tournant autour du basket-ball, citons Space Jam, réalisé par Joe Pytka en 1996, ainsi que Magic baskets, réalisé par John Schultz en 2002.

## Bande originale
- Treat 'em Right, interprété par Chubb Rock (en)
- Line It Up Part 2, interprété par AD (en)
- Ainsi parlait Zarathoustra, composé par Richard Strauss
- Best Damn Sports Show Period Theme 2003, composé par John Colby (en)
- Blossoms, interprété par Red Hook Mansion
- What's Up Doc? (Can We Rock), interprété par Fu-Schnickens (en)
- Sweet Georgia Brown, interprété par Brother Bones (en)
- Sledgehammer, interprété par Peter Gabriel
- Brick House, interprété par les Commodores
- You Made Me Love You (I Didn't Want to Do It), composé par Joseph McCarthy et James V. Monaco (en)
- Keep Movin, interprété par Dub Pistols
- Smelter's Team Rap, composé par Chaka Blackmon
- Back in Love Again, interprété par L.T.D. (en)
- Take Me to the Next Phase (Part 1 & 2), interprété par The Isley Brothers
- Hands Up, interprété par Black Eyed Peas
- Jump Around, interprété par House of Pain
- Hey Ya, interprété par OutKast
- Puppy Love, interprété par Paul Anka
- Jump, interprété par Janina
- She's the One, interprété par William Goodrum
- Splendid, composé par Kenneth Edmonds
- Unbelievable, interprété par EMF
- Eye of the Tiger, interprété par Survivor